# PMA-2
PMA-2 Protupješačka Mina  Antimagnetna - 2   je jugoslavenska eksplozivna protupješačka mina također kolokvijalno zvana  Pašteta zbog svoje neobične sličnosti oblikom konzervi paštete. Mina je izrađena od tamnozelene (maslinastozelene) plastike (može biti bojana u bijelo) sa specifičnim upaljačem koji na samom vrhu ima šest krakova raspoređenih u oblik zvijezde.

## Općenito o mini
Ova mina se stavlja u funkciju uklanjanjem igle osigurača koja inače blokira kretanje zvjezdaste glave upaljača u smjeru aktiviranja. Nakon stavljanja u funkciju to jest oslobađanja upaljača od igle osigurača mina će se aktivirati u slučaju da se na upaljač izvrši pritisak od otprilike 3 kilograma i upaljač će hodom prema dolje aktivirati glavni naboj upaljača koji reagira na trenjem osjetljivu pirotehničku smjesu. Zapaljena pirotehnička smjesa se proširi do detonatora koji okida i inicira malo zrno RDX koje aktivira glavni TNT naboj mine.
Mina PMA-2 se ukopava tako da se samo zvjezdasti vrh upaljača nalazi vidljiv iznad razine tla. Ova mina za razliku od mnogih drugih nije cijela skrivena, teško je primjetna naročito na zemljištu koje je obraslo travom i prekriveno lišćem.
Napomena: ova mina također može biti postavljena na druge načine kako bi se teže zamijetila ili razminirala. Kao primjer može poslužiti kad se mina PMA-2 ukopava naopako to jest kada se zvijezdasti upaljač nalazi okrenut prema tlu a tijelo mine prema gore tako da je iznad razine tla samo dno mine. Za razliku od prvog primjera ova mina može biti ukopana okomito uzdužno tako da je zvijezdasti vrh upaljača cijelokupan ispod razine tla i samim time onemogućava pirotehničaru da je razminira u sigurnim uvjetima jer sa šipkom za traženje može pogoditi zvijezdasti vrh upaljača. Minsko polje koje sadrži mine PMA-2 često ima te iste mine postavljene na sva tri opisana načina.
Ova mina je otporna na klasične protueksplozivne mjere koje uključuju trenutačni eksplozivni udar za aktiviranje mina te još uz to radi se o mini koja sadrži vrlo malo metala u sebi (posjeduje samo aluminij na upaljaču) što je čini teškom za pronalaženje uz pomoć detektora metala.
Premda često ozljede nastale djelovanjem mine PMA-2 nisu smrtonosne često reznesu nogu svoje žrtve što vodi trajnom teškom tjelesnom invaliditetu.
Primjerci mine PMA-2 su pronađeni u Albaniji, Angoli, Bosni i Hercegovini, Kambodži, Hrvatskoj, Kosovu, Zimbabeu i Namibiji.

### Specifikacija
- Težina:  135 g
- Eksplozivni naboj:  95 grama TNT-a
- Upaljač:  UPMAH-2
- Promjer:  68 mm
- Visina:  61 mm
- Sila aktivacije: oko 3 kilograma

### Dijelovi mine
- Upaljač
  - Nagazna zvijezda
  - Udarna igla
  - Osigurač
  - Detonatorska kapsula
- Tijelo mine
  - Gumeno brtvilo
  - Inicijalni naboj
  - Eksplozivni naboj

## Također pogledati
- PMA-3 (mina)
- PROM-1
- Protupješačke mine

## Vanjske poveznice
- ORDATA za PMA-2 mine  Arhivirana inačica izvorne stranice od 14. veljače 2012. (Wayback Machine)
- [neaktivna poveznica]
- ITF PMA-2 dokument  Arhivirana inačica izvorne stranice od 14. listopada 2007. (Wayback Machine)